# Violès
Violès település Franciaországban, Vaucluse megyében. Lakosainak száma 1745 fő (2022. január 1.). Violès Rasteau, Cairanne, Camaret-sur-Aigues, Gigondas, Jonquières, Sablet, Travaillan és Vacqueyras községekkel határos.

## Népesség
A település népessége az elmúlt években az alábbi módon változott:
| Lakosok száma | 1591 | 1640 | 1696 | 1677 | 1697 | 1710 | 1727 | 1736 | 1745 |
|               | 2013 | 2015 | 2016 | 2017 | 2018 | 2019 | 2020 | 2021 | 2022 |